# Szwedzcy posłowie do Parlamentu Europejskiego 2009–2014
Szwedzcy posłowie VII kadencji do Parlamentu Europejskiego zostali wybrani w wyborach przeprowadzonych 7 czerwca 2009.

## Lista posłów
Wybrani z listy Szwedzkiej Socjaldemokratycznej Partii Robotniczej
- Göran Färm
- Anna Hedh
- Olle Ludvigsson
- Marita Ulvskog
- Åsa Westlund
- Jens Nilsson, poseł do PE od 1 grudnia 2011, mandat w związku z wejściem w życie traktatu lizbońskiego

Wybrani z listy Umiarkowanej Partii Koalicyjnej
- Anna Maria Corazza Bildt
- Christofer Fjellner
- Gunnar Hökmark
- Anna Ibrisagic

Wybrani z listy Ludowej Partii Liberałów
- Marit Paulsen
- Olle Schmidt
- Cecilia Wikström

Wybrani z listy Partii Zielonych
- Isabella Lövin
- Carl Schlyter

Wybrani z listy Partii Piratów
- Amelia Andersdotter, poseł do PE od 1 grudnia 2011, mandat w związku z wejściem w życie traktatu lizbońskiego
- Christian Engström

Wybrany z listy Partii Lewicy
- Mikael Gustafsson, poseł do PE od 22 września 2011

Wybrany z listy Partii Centrum
- Kent Johansson, poseł do PE od 18 października 2011

Wybrany z listy Kristdemokraterna
- Alf Svensson

Byli posłowie VII kadencji do PE
- Lena Ek (wybrana z listy Partii Centrum), do 28 września 2011
- Eva-Britt Svensson (wybrana z listy Partii Lewicy), do 31 sierpnia 2011